# Zión Moreno
Zión Moreno (El Paso, 23 de fevereiro de 1995) é uma atriz e modelo estadounidense de ascendência mexicana. É conhecida por sua atuação nas séries Control Z, da Netflix, e em Gossip Girl, da HBO Max.

## Biografia
Moreno nasceu em El Paso, Texas, de pais mexicanos. Sua mãe é de Chihuahua, e seu pai é de Monterrey. Cresceu em Albuquerque (Novo México) e falava a língua espanhola em casa.
Moreno é uma mulher trans e começou a sua transição quando estava na escola. Naquela época, sofreu bullying de seus colegas.

## Carreira
Moreno mudou-se para Nova Iorque aos 19 anos para seguir sua carreira como modelo, e foi gerenciada pelas  empresas: Wilhelmina, Elite, e Slay. Inicialmente, achou ser modelo um desafio, mas passou a apreciar mais esse mundo quando mudou o seu foco para a atuação.
Moreno estreou como atriz em 2019 no filme musical K-12, como Fleur. No ano seguinte, interpretou Isabela de la Fuente na série mexicana Control Z, da Netflix. Em março de 2020, foi escalada para interpretar "Luna La", na série Gossip Girl, da HBO Max, um reboot do seriado homônimo.

## Filmografia
| Ano       | Título      | Personagem           | Nota(s)                                         |
| --------- | ----------- | -------------------- | ----------------------------------------------- |
| 2019      | K-12        | Fleur                | Personagem principal                            |
| 2020      | Control Z   | Isabela de la Fuente | Personagem principal, 8 episódios (temporada 1) |
| 2021-2023 | Gossip Girl | Luna La              | Personagem principal                            |
| 2021–2022 | Claws       | Selena               | 4 episódios                                     |